# Terraza de madera (edificio)

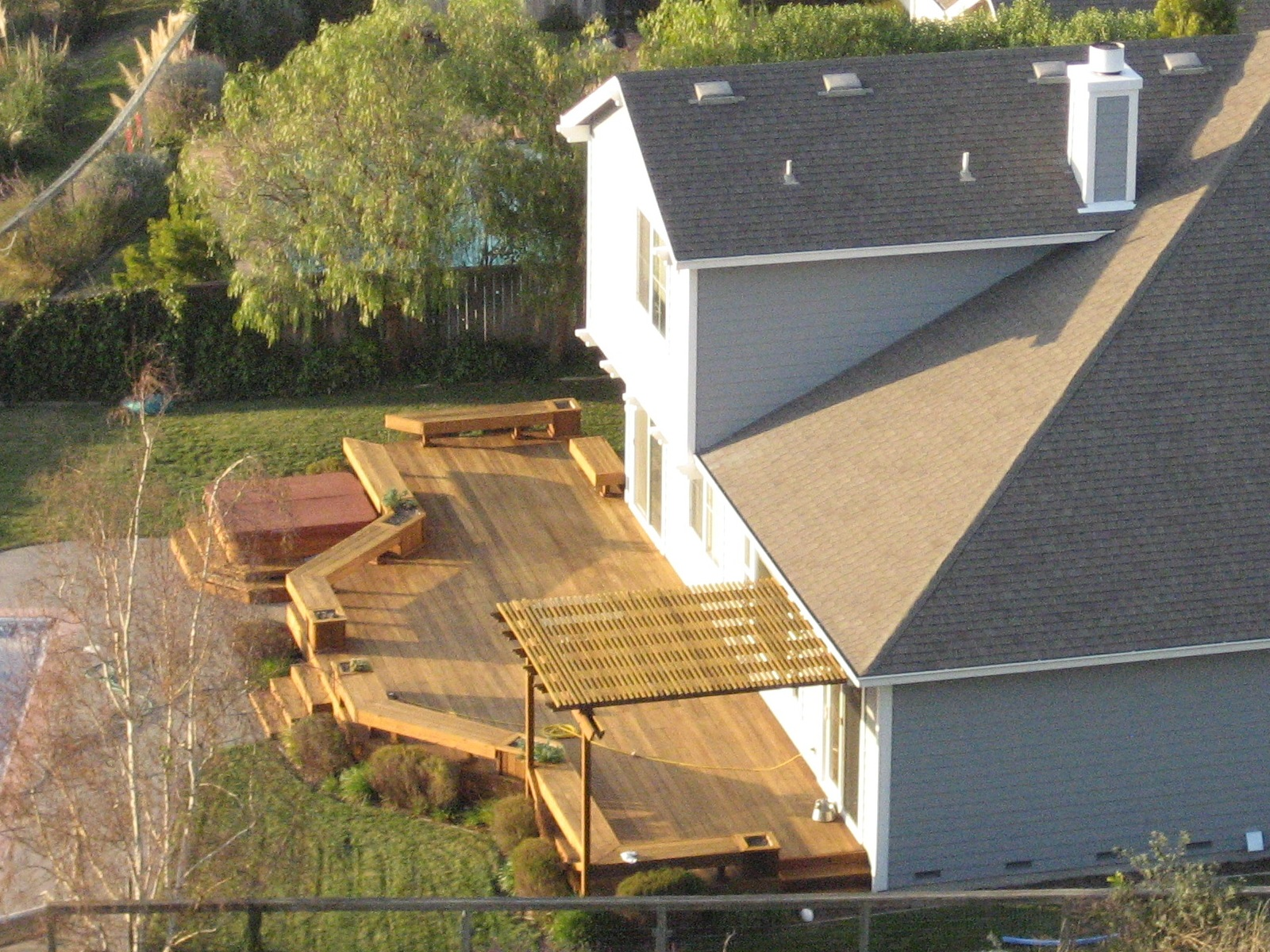
Una terraza en el patio trasero de una casa suburbana.

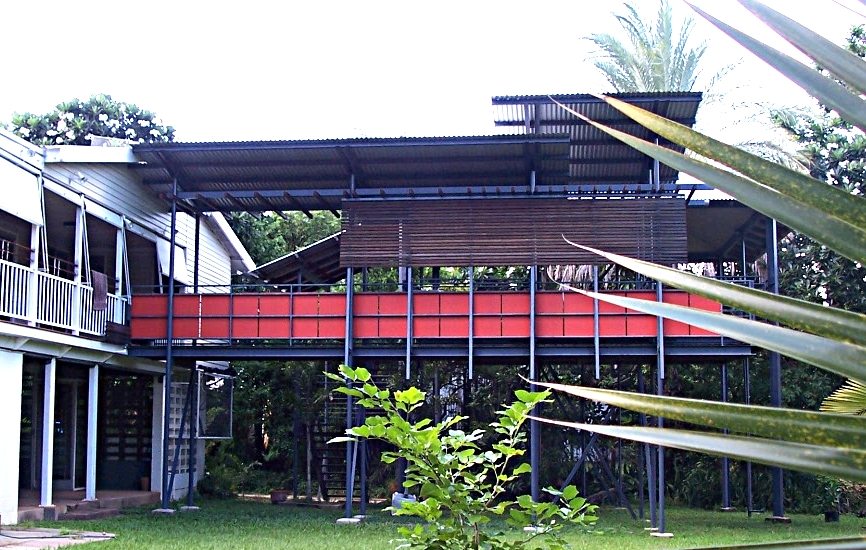
Una terraza elevado en el patio trasero de una casa suburbana en Australia.

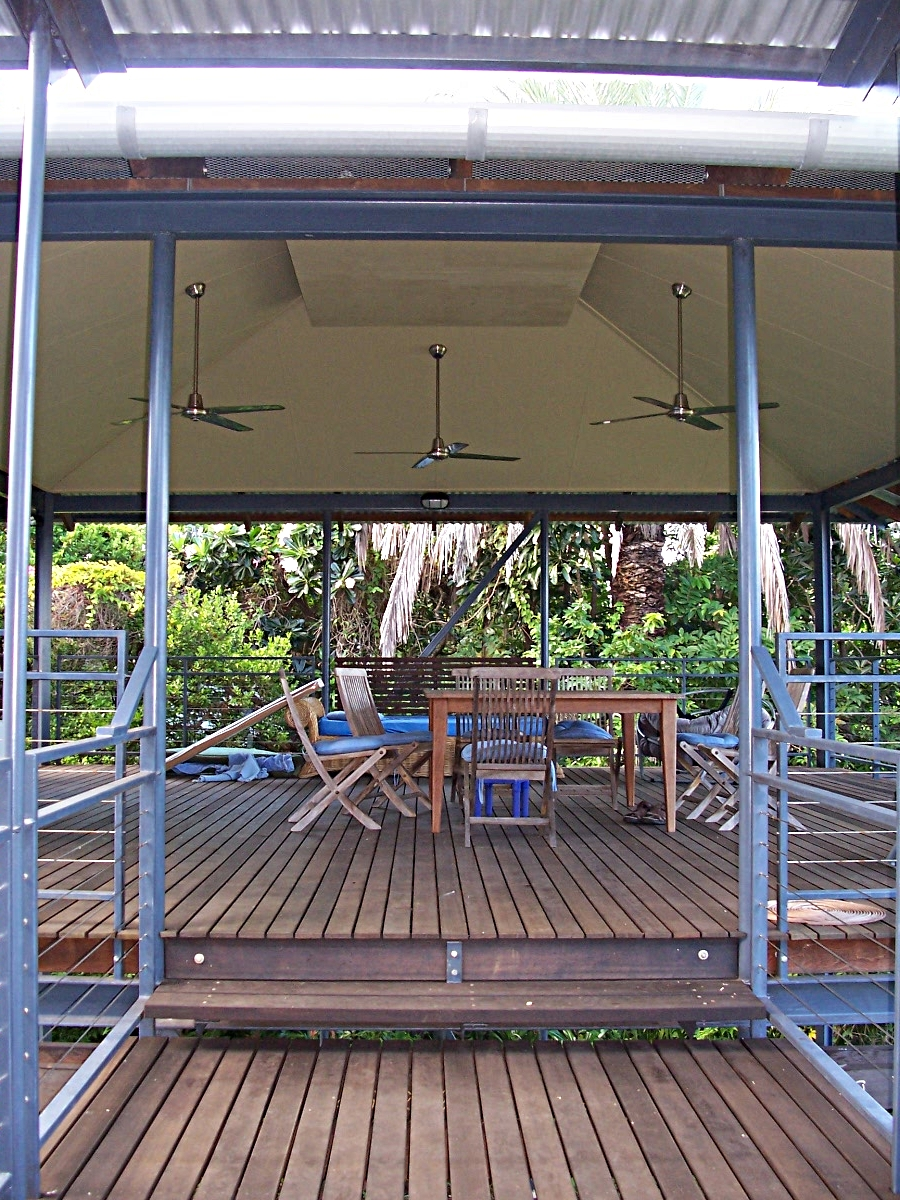
Una terraza elevada en el patio trasero de una casa suburbana en Australia. La cubierta es de selangan batu, una madera de Malasia.

En arquitectura, una terraza es una superficie plana capaz de soportar peso, similar a un piso, pero generalmente construida al aire libre, en ocasiones en una elevación sobre el suelo y generalmente conectada con una vivienda. En su similitud se asemeja a la cubierta de un barco. Una terraza arquitectónica nivelada puede estar destinada a ser utilizada por personas, por ejemplo, lo que en el Reino Unido suele denominarse patio cubierto. Las terrazas también pueden estar en lo alto de un edificio, encima del techo, a este tipo de terrazas se les conoce también como «azoteas».

## Funciones y materiales
Las terrazas elevadas pueden estar hechas con una cubierta de madera y se pueden emplear de varias formas: como parte decorativa del jardín, para ampliar la superficie habitable de una casa y como alternativa a elementos a base de piedra, como los patios. Las plataformas pueden estar hechas de madera tratada, madera compuesta, material compuesto y aluminio. La madera puede ser de cedro rojo occidental, teca, caoba, ipê, ulin reciclado y refinado y otras maderas duras. Los tablones reciclados pueden ser polietileno de alta densidad (HDPE), poliestireno (PS) y plástico PET, así como plásticos mixtos y fibra de madera (a menudo llamada madera «compuesta»). Los productos de tarimas artificiales a menudo se denominan «compuestos de madera y plástico» (WPC). Los WPC tienen diferentes marcas como NewTechWood, Azek, Ecornboard, etc.
Históricamente, las maderas blandas utilizadas para las terrazas se extraían de bosques antiguos. Entre ellos se incluyen el cedro blanco del Atlántico, la secuoya y el cedro rojo occidental. Atlantic City construyó el primer paseo marítimo costero de los Estados Unidos, originalmente construido con cedro blanco del Atlántico. Pronto, la tala comercial de este árbol y la deforestación de pantanos de cedros en Nueva Jersey provocaron una disminución en la disponibilidad de terrazas. Tanto Atlantic City como Nueva York cambiaron al cedro rojo occidental. En la década de 1960, las plantaciones de cedro rojo occidental en los Estados Unidos mermó gravemente debido a la excesiva explotación foresta. El cedro rojo occidental, más caro, estaba disponible en el oeste de Canadá (Columbia Británica), pero para entonces ya estaba disponible el pino tratado a presión.
Pero incluso con tratamientos químicos (como arseniato de cobre cromado o CCA), las terrazas de pino no son tan duraderas como las de cedro en un entorno al aire libre. Por ello, muchos municipios y propietarios de viviendas recurren a las maderas duras. Las terrazas suelen construirse con madera tratada a presión. La madera tratada a presión es duradera y resiste condiciones de humedad y hielo. Se sabe que los productos químicos para el tratamiento a presión son tóxicos. Tanto las plataformas de madera blanda como las de madera dura deben recibir un tratamiento tras su instalación a base de aceite o barniz para evitar las inclemencias del tiempo al estar a la intemperie, el desgaste, el moho, las bacterias y los insectos perforadores de la madera, como la carcoma.
Generalmente, las maderas duras utilizadas para las terrazas provienen de bosques tropicales. Gran parte de la tala de estas maderas, especialmente de teca, caoba e ipê, es ilegal, como señalan numerosos informes de organizaciones ecologistas como Greenpeace, Amigos de la Tierra y Rainforest Relief. Las importaciones de madera tropical estadounidense están aumentando, en parte debido a la demanda de terrazas.

## Construcción
La terraza de una casa puede estar compuesta por una plataforma de madera construida sobre el suelo y conectada al edificio principal. Generalmente está cerrada por una barandilla por seguridad. El acceso podrá ser desde la vivienda a través de puertas y desde el suelo a través de una escalera. Las terrazas residenciales se pueden construir sobre zonas inclinadas o terrenos accidentados que de otro modo serían inutilizables. Las terrazas también se pueden cubrir con un dosel o una pérgola para controlar la luz solar. Los diseños de plataformas se pueden encontrar en numerosos libros, revistas y páginas web donde hay información para hacerlo por uno mismo, así como, a nivel estadounidense, en el USDA.
Cuanto más grandes son los edificios, más grandes pueden ser las terrazas que, además, en edificios públicos pueden estar dedicadas a plataformas de observación o zonas verdes. Este material también puede utilizarse para construir una superficie a modo de paseo marítimo sobre arena en islas barrera.

### Terrazas urbanas en azoteas

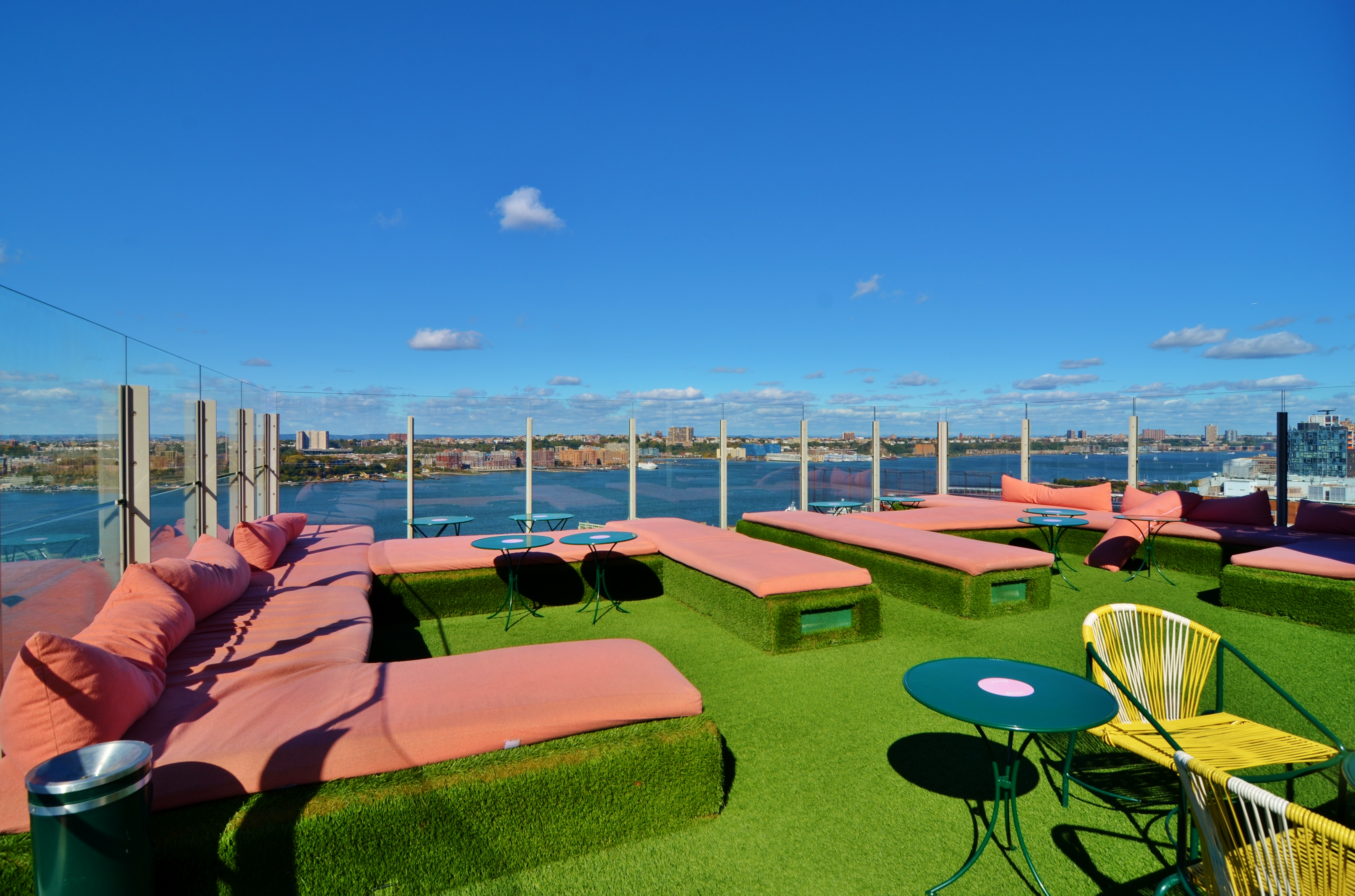
Terraza en la azotea de un hotel en Nueva York.

Los edificios comerciales y residenciales de gran altura con terrazas en la azotea suelen poner en práctica técnicas de paisajismo urbano para crear «espacios verdes», también llamados «parques en el cielo». Con esta tendencia en aumento de la vida al aire libre, muchas firmas de arquitectura paisajista se especializan en el diseño, construcción y mantenimiento de estos espacios. El sistema de pedestal híbrido ajustable permite un modelo único autonivelante para todas las alturas, ajustable con tornillos y tubos de PVC regulables para terrazas elevadas en azoteas.

## Otras lecturas
- Constructores de terrazas de maderas de Ottawa
- Gartenmöbel (en alemán)